# Långgölen (Kävsjö socken, Småland)
Långgölen är en sjö i Gnosjö kommun i Småland och ingår i Lagans huvudavrinningsområde.